# Dopplereffekt
Dopplereffekt es un grupo de música electrónica activo desde 1995. Toman su nombre de la palabra en alemán para Efecto Doppler. Mientras que el estilo y la imagen del proyecto han ido cambiando a lo largo del tiempo, especialmente durante la época en que dejaron de publicar música entre 1999 y 2003, existen dos características que se mantienen desde su creación: la temática científica y el uso de pseudónimos tras los que sus miembros ocultan su verdadera identidad.
El sonido del grupo durante su primera etapa está fuertemente emparentado con el de otros productores de Detroit, especialmente en el ámbito del electro. En sus orígenes estuvieron fuertemente ligados a Underground Resistance y al resurgir del electro en esta ciudad durante los años 90. El sonido de la segunda etapa del grupo, tras la publicación del recopilatorio Gesamtkunstwerk en 1999 y su período de inactividad, está basado en el procesamiento digital de sonidos y su sintetización. En ocasiones, la falta de ritmos musicales hace que su música se acerque a la música clásica contemporánea o a la música concreta.
El principal integrante del grupo desde su inicio es probablemente el músico Gerald Donald alias "Rudolf Klorzeiger". Se cree que Donald participa también en los grupos Heinrich Müeller/ Der Zyklus, Japanese Telecom, Arpanet y Zwischenwelt. También fue parte de Drexciya.

## Discografía

### Álbumes
- Linear Accelerator 2x12"/ CD - International Deejay Gigolo Records (2003)
- Calabi-Yau Space 2x12"/ 5" CD - Rephlex Records (2007)
- Cellular Automata LP - Leisure System LSR020 (2017)

### EPs/Sencillos
- Cellular Phone 7" - Dataphysix MDX2 (1995)
- Fascist State LP - Dataphysix DX001 (1995)
- Infophysix LP - Dataphysix DX002 (1996)
- Sterilization 12" - Dataphysix DX003 (1997)
- Scientist Mixes 10"/ 12" - International Deejay Gigolo Records (2001)
- Myon-Neutrino/ Z-Boson 12" - International Deejay Gigolo Records (2002)
- Tetrahymena 12" - Leisure System LSR-007 (2013)

### Recopilatorios
- Gesamtkunstwerk 2x12" + 7"/ CD - International Deejay Gigolo Records (1999)